# プロジェクト・アマテラス
プロジェクト・アマテラスは日本の出版大手、講談社がかつて運営していた投稿サイトである。
扱う創作物の種類は小説からイラスト、動画まで多岐にわたる。
アマテラスの名は、『隠れている“才能”に出てきてほしい』という意図から名付けられた

## 概要
デジタル時代の才能発掘の場として講談社が2012年に立ち上げたwebサイトである。
『あらゆるタイプの才能を多角的に発掘する』という趣旨の元、小説・イラストの公募、新人アイドルの募集等、幅広い分野における才能発掘プロジェクトが行われていたが、現在サイトへの接続が出来ない状態である。

### 運営停止の経緯
同サイトは講談社主体の小説家になろうに替わるサイトとして、内外から期待されていたものの、ワルプルギス賞において、読者ランキング１位の作品よりも読者ランキング外の作品が数作選ばれ、刊行された経緯から、作者及び読者から大きく不評を買い、編集部の読者市場を無視した作品選考により、急速に支持を失う。
2015年1月31日をもってサービス終了した。

## 主な機能
- 小説の投稿
- イラストの投稿
- 掲示板の作成・書込み
- マイページの作成
- 掲示板上での他投稿者・編集者・アイドルとの交流
- EPUB形式による、投稿小説のダウンロード

## 出版された小説
- 「アルファマン・リターンズ」 久楽健太
- 「中指の魔法」 片島麦子
- 「コネクトプラス」ログストック

## 進行していた主なプロジェクト
- ワルプルギス賞らいと2013
- イラスト 募集｜intuosタブレット＆電子メモどーんと18台！ リニューアル記念TOP絵募集！
- ミスiD 2013 大場はるかの『はるかなるチャレンジ』
- MMR復活編